# NGC 320
NGC 320 (другие обозначения — ESO 541-3, MCG −4-3-37, IRAS00563-2106, PGC 3510) — спиральная галактика с перемычкой в созвездии Кит. В спектре содержит эмиссионные линии.
Этот объект входит в число перечисленных в оригинальной редакции «Нового общего каталога».
Входит в скопление галактик ACO 2849. Звездообразный центр .